# Китахара, Хакусю
Хакусю Китахара (яп. 北原 白秋; 25 января 1885 года, Янагава, Фукуока — 2 ноября 1942 года, Токио) — японский поэт, известный в том числе своими произведениями для детей.
Настоящее имя — Рюкити Китахара (яп. 北原 隆吉).

## Биография
Родился 25 января 1885 года в городе Янагаве префектуры Фукуока в зажиточной купеческой семье, которая занималась производством саке. Проведённое в маленьком японском городе детство оставило счастливые воспоминания у будущего поэта, и Китахара впоследствии писал, что Янагава с её пересечениями каналов своей топографией определила в дальнейшем его стиль в поэзии.
В 1902 году впервые опубликовал подборку своих стихотворений под псевдонимом Сасюй (в журнале «Бунко» (от яп. 文庫 — библиотека)); критика приняла первые опыты поэта негативно.
В 1904 году переехал в Токио и поступил в подготовительный класс Университета Васэда, где стал изучать английский язык. Здесь он познакомился с поэтами Вакаямой Бокусуем и Токи Аикой и примкнул к поэтическим кругам. В 1905 году поэтесса Акико Ёсано назвала Китахару вундеркиндом от поэзии.
В 1906 году вступил в поэтическое общество Синсися (от яп. 新詩社 — общество новой поэзии), которое возглавлял Тэккан Ёсано. В это же время публиковался в издаваемом Ёсано журнале «Мёдзё».
В 1908 году остыл к Синсися и начал посещать поэтические вечера Мори Огая, где познакомился с продолжателями традиции Масаока Сики — Ито Сатио, Симаги Акахико, Сайто Мокити и другими поэтами-реалистами, но популярный у них метод сясэй не показался Китахаре интересным, поэтому вскоре он стал посещать богемное Общество Пана. Здесь собирались символисты, эстеты и сторонники искусства ради искусства.
В 1909 году выпустил первый поэтический сборник «Чужеземная ересь» (яп. 邪宗門). В том же году вошёл в редколлегию новосозданного литературного журнала «Субару» (от яп. スバル — Плеяды).
В 1916 году вместе с Мики Рофу отправился на считавшийся в то время ещё диким остров Хоккайдо. В 1925 году посещал Сахалин вместе с делегацией Министерства железных дорог Японии. Впечатления от поездок впоследствии вылились в целый ряд танка, опубликованных в 1928 году в сборнике «Брусника» (яп. フレップ・トリップ ).
Скончался в Токио 2 ноября 1942 года.

## Творчество
Хакусю Китахара является автором более 200 книг. Написал более 900 стихотворений для детей, многие из которых впоследствии были положены на музыку.

### Сборники
- «Чужеземная ересь» (яп. 邪宗門, 1909 год)
- «Воспоминания» (яп. 思ひ出, 1911 год)
- «Цветы павловнии» (яп. 桐の花, 1913 год)
- «Виды Токио» (яп. 東京景物詩及其他, 1913 год)
- «Хакусю коута-сю» (яп. 白秋小唄集, 1919 год)
- «Глаза стрекозы» (яп. とんぼの眼玉, 1919 год)
- «Рисунки тушью» (яп. 水墨集, 1923 год)
- «Брусника» (яп. フレップ・トリップ , 1928 год)
- «Тюлени и облака» (яп. 海豹と雲, 1929 год)
- «Чёрный кипарис» (яп. 黒檜, 1937 год)
- «Грань моря» (яп. 海坂, 1949 год, издано посмертно)